# Vincent Martella
Vincent Michael Martella (Rochester, 15 de outubro de 1992) é um ator, dublador e músico norte-americano. Alcançou notoriedade por interpretar Greg Wuliger em Everybody Hates Chris, entre os anos de 2005 e 2009, na série semi autobiográfica de Chris Rock. Martella também é conhecido por dublar Phineas Flynn no programa de animação original do Disney Channel, Phineas and Ferb, e por fornecer a voz de Hope Estheim no jogo eletrônico Final Fantasy XIII, de 2010, e suas sequências Final Fantasy XIII-2 (2011) e Lightning Returns: Final Fantasy XIII (2013).

## Início de vida
Martella nasceu em Rochester, Nova Iorque, e é descendente de italianos. Durante sua infância, mudou-se para o centro da Flórida. Ele se formou na DeLand High School em 2011 e está estudando para obter um diploma online em negócios pela Universidade da Flórida.

## Carreira
Martella apareceu no longa-metragem Role Models, estrelado por Seann William Scott e Paul Rudd. Ele tem um papel principal no filme Bait Shop com Bill Engvall e Billy Ray Cyrus. Também interpretou Scoop na sitcom da Nickelodeon Ned's Declassified School Survival Guide e Greg na sitcom da UPN/CW Everybody Hates Chris. Martella é filho de Donna e Michael Martella. Seu pai é dono da Captain Tony's, uma rede de pizzarias.
Em entrevista no The Noite com Danilo Gentili (SBT), Martella contou como conseguiu seu papel em Everybody Hates Chris. O fato de ele ser praticamente igual ao Greg na vida real, um garoto nerd italiano de Nova Iorque cujo pai era dono de uma pizzaria, ajudou bastante.
Gravou seu primeiro álbum Time Flies By, tocando piano e cantando. O álbum foi escrito e co-produzido por Vincent e está disponível no iTunes.

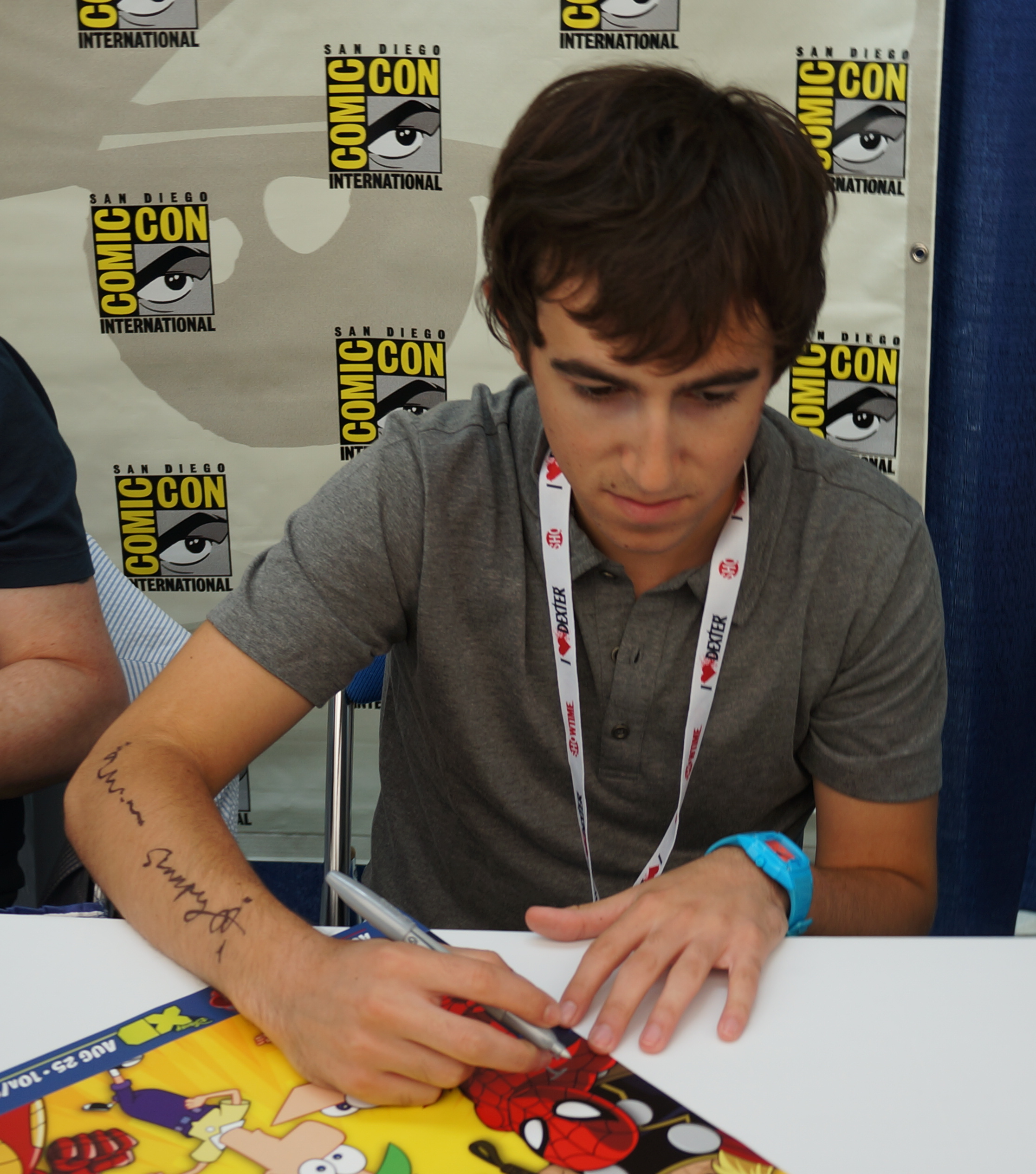
Vincent Martella em 2013 durante o San Diego Comic Con autografando um material de Phineas e Ferb

Vincent ficou conhecido no mundo da dublagem ao interpretar a voz de Phineas Flynn na série animada do Disney Channel e Disney XD Phineas and Ferb. Ele também forneceu a voz em inglês de Hope Estheim, personagem principal do videogame Final Fantasy XIII de 2010 e reprisou seu papel em Final Fantasy XIII-2. Ele fez a voz do adolescente Jason Todd / Robin para o filme de animação Batman: Under the Red Hood, no qual seu irmão mais novo, Alexander, deu a voz para a versão infantil de Todd. Martella reprisou seu papel como Jason Todd em Batman: Death in the Family.
O ator americano Vincent Martella também apareceu na quarta temporada da série de televisão The Walking Dead como Patrick.

## Apoio no Brasil em 2024
No dia 31 de março de 2024, Vincent publicou uma foto no Instagram e em sua camiseta estava escrita a frase: Eu sou famoso no Brasil. Até então, o ator detinha cerca 226 mil seguidores na rede social. A partir daí, os fãs brasileiros de Everybody Hates Chris, tendo em vista que Tyler James Williams, o protagonista da série, rejeita os excessivos comentários feitos em português, especialmente feitos por brasileiros, resolveram lançar uma campanha virtual para que Martella ultrapassasse James Williams no número de seguidores. 
Até aquele momento, Tyler tinha 2 milhões e 200 mil seguidores, e a meta era fazer Vincent ultrapassá-lo. Com o apoio dos brasileiros, Martella passou a ter 953 mil seguidores no dia 3 de abril, e rapidamente chegou a 1 milhão. No dia seguinte, menos de 24 horas depois e após interagir com os brasileiros por meio dos stories, o ator atingiu a expressiva marca de 2 milhões de seguidores.

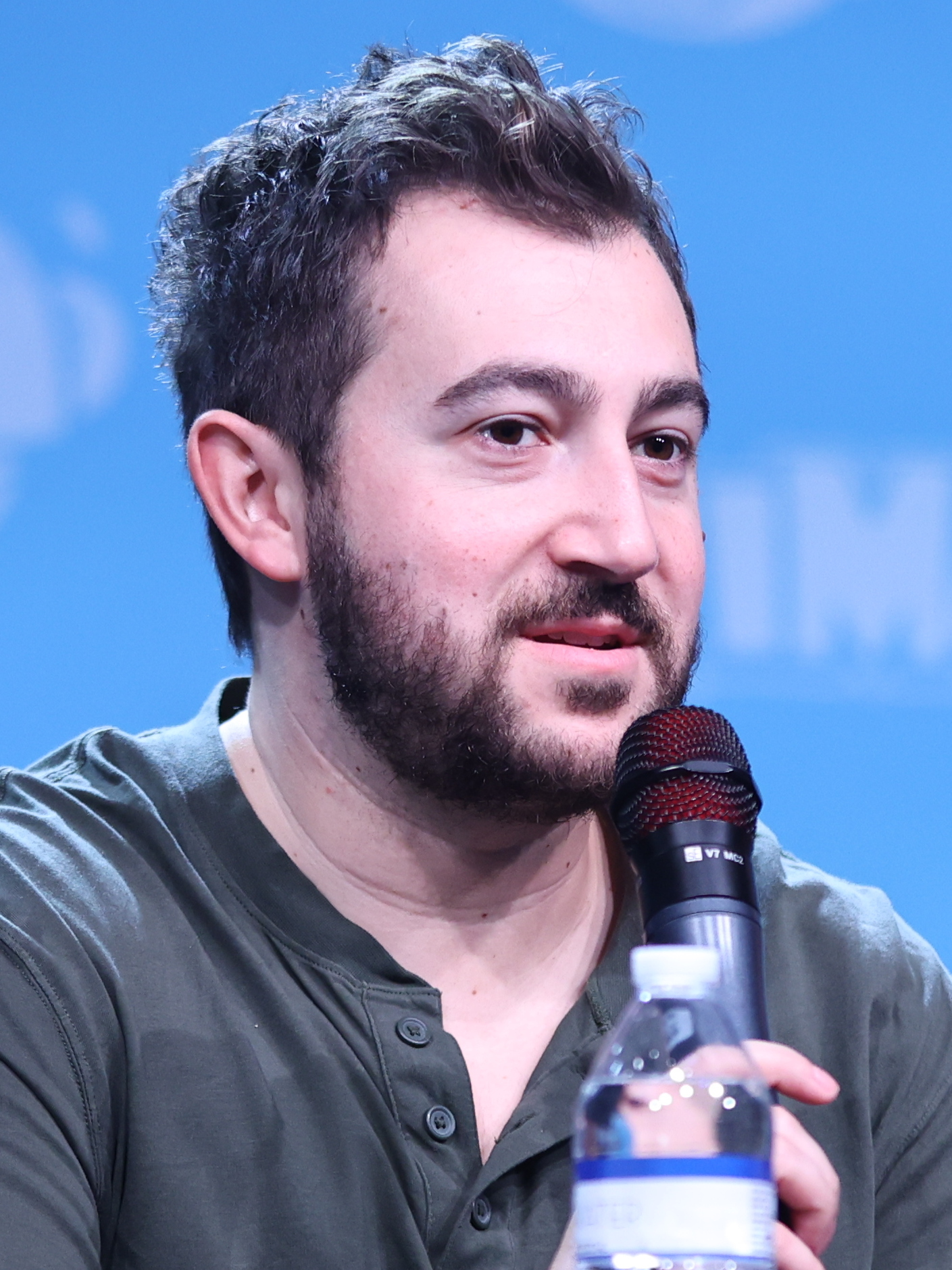
Vincent Martella no evento Animate! Raleigh em janeiro de 2024

Em menos de uma semana, Martella ultrapassou Tyler James Williams, chegando ao número de 3 milhões de seguidores no Instagram. Como o mutirão realizado pelos fãs continuou ganhando repercussão na imprensa brasileira, Vincent Martella alcançou 4 milhões de seguidores no dia 4 de abril. O forte engajamento fez que ocorresse um outro crescimento ligeiro, e o ator norte-americano alcançou a marca de 5 milhões de seguidores no dia 7 de abril.
Após o mutirão realizado, Vincent Martella, que também é dublador, fez elogios a dublagem brasileira do personagem Greg Wuliger em Everybody Hates Chris e confirmou o desejo de vir ao Brasil. O fato se confirmou subsequentemente, pois foi anunciado que o norte-americano participaria do evento Imagineland 2024 em julho, na cidade de João Pessoa, no estado da Paraíba.
O envolvimento de Martella continuou, e no dia 13 de abril o ator concedeu uma entrevista ao jornalista Reinaldo Gottino durante o programa Balanço Geral, na Record. A entrevista foi realizada por videoconferência e foi dublada pelo ator brasileiro Erick Bougleux, que realizou a dublagem em português brasileiro do personagem Greg Wuliger. A vinda ao Brasil foi antecipada, com Vincent Martella chegando ao país no dia 16 de abril para conceder uma entrevista ao programa de talk show The Noite com Danilo Gentili, no SBT. Durante a entrevista com Danilo Gentili, o ator estadunidense disse a célebre frase de Greg em Everybody Hates Chris: "Cara, ela tá tão tão na sua", em português. Em seguida, recebeu uma proposta para dar entrevista com exclusividade ao podcast Podpah, mas recusou a oferta e confirmou que também participaria do Inteligência Ltda.,apresentado por Rogério Vilela. O Inteligência Ltda. era o podcast oficial do Imagineland, evento que aconteceu entre 26 e 28 de julho em João Pessoa, onde Vincent confirmou presença. Em 2024, o Flow Podcast alegou que não pôde entrevistar o ator porque Vincent teria exigido um cachê de US$ 5 mil, aproximadamente R$ 25 mil. Segundo Igor Coelho, o canal não paga cachê para entrevistado.

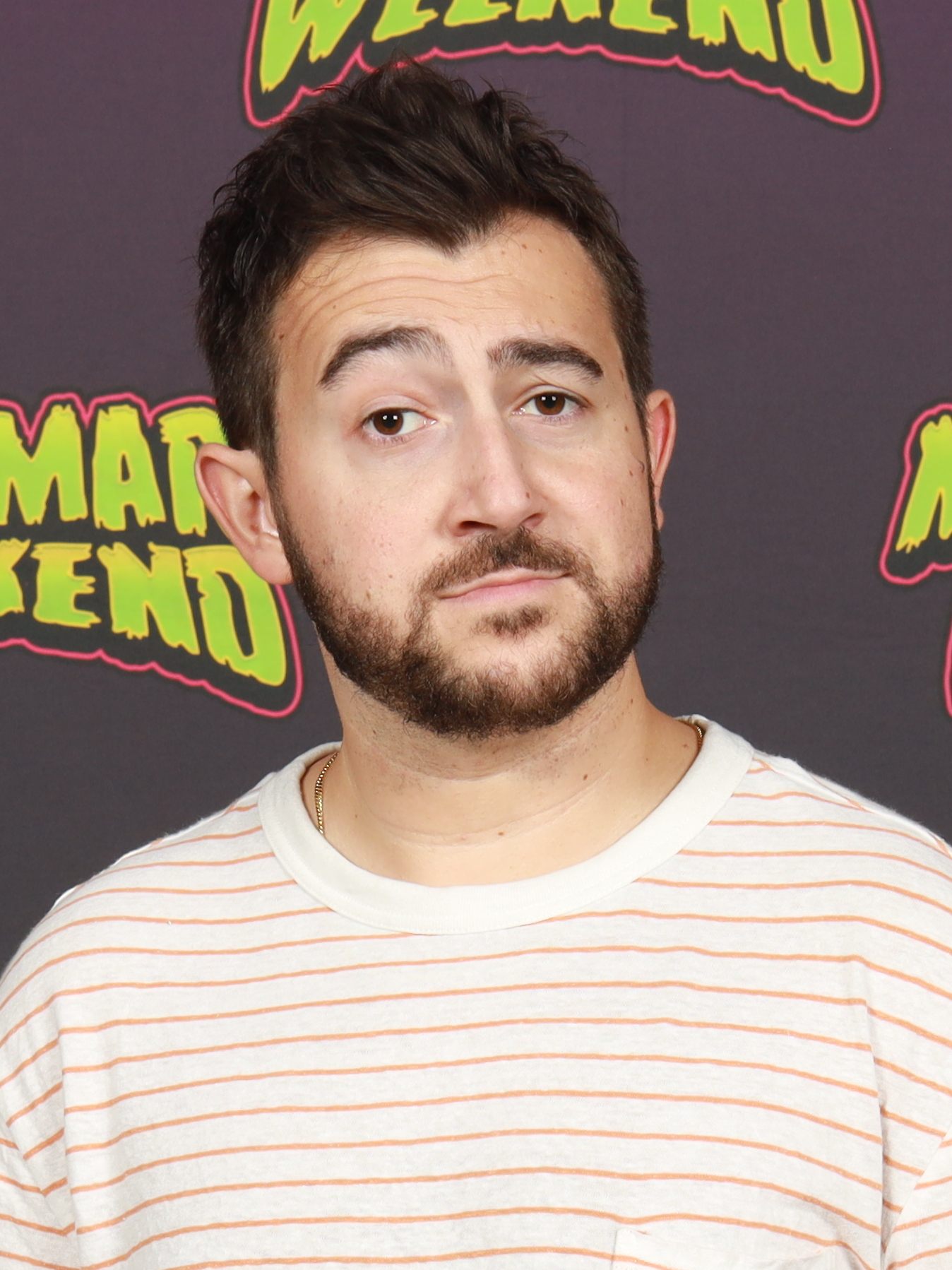
Vincent Martella em outubro de 2024 no Nightmare Weekend Des Moines

Ainda em abril, Vincent Martella gravou uma propaganda da rede de fast-food Burger King.. Martella também realizou gravações para canal de televisão por assinatura brasileiro Comedy Central Brasil. Vincent também gravou um comercial para uma multinacional de cosméticos chamada L’Occitane au Brésil que é marca de essência francesa com natureza brasileira.
A reciprocidade de Vincent Martella com os brasileiros continuou quando o ator americano  pediu ajuda para as vítimas das enchentes no Rio Grande do Sul em 2024. Martella compartilhou no Instagram uma publicação do humorista gaúcho Eduardo Gustavo Christ, conhecido pelo personagem Badin O Colono, e Vincent escreveu a seguinte frase: Please support those impacted by the floods in Brazil, traduzindo para a língua portuguesa: “Por favor, ajudem essas vítimas das enchentes no Brasil”.

## Filmografia

### Filme
| Ano  | Título                                                   | Função                                    | Notas |
| ---- | -------------------------------------------------------- | ----------------------------------------- | ----- |
| 2005 | Deuce Bigalow: European Gigolo                           | Billy                                     |       |
| 2008 | Bait Shop                                                | Scott                                     |       |
| 2008 | Role Models                                              | Artonius                                  |       |
| 2010 | Batman: Under the Red Hood                               | Jason Todd (adolescente) / Robin          | Voz   |
| 2011 | Phineas and Ferb: Across the 2nd Dimension               | Phineas Flynn / Phineas da 2ª Dimensão    | Voz   |
| 2011 | Last at Bat                                              | Brother                                   |       |
| 2015 | Clinger                                                  | Robert Klingher                           |       |
| 2015 | Riley                                                    | Cole                                      |       |
| 2015 | McFarland, USA                                           | Brandon                                   |       |
| 2020 | Phineas and Ferb the Movie: Candace Against the Universe | Phineas Flynn                             | Voz   |
| 2020 | Batman: Death in the Family                              | Jason Todd / Robin / Red Robin / Red Hood | Voz   |

### Televisão
| Ano       | Título                                   | Função                                         | Notas                                            |
| --------- | ---------------------------------------- | ---------------------------------------------- | ------------------------------------------------ |
| 2004–06   | Ned's Declassified School Survival Guide | Scoop                                          | 3 episódios                                      |
| 2005–09   | Everybody Hates Chris                    | Greg Wuliger                                   | 86 episódios                                     |
| 2007      | Can You Dig It                           | Barry                                          | Voz                                              |
| 2007–2015 | Phineas and Ferb                         | Phineas Flynn                                  | Voz                                              |
| 2010–11   | Take Two with Phineas and Ferb           | Phineas Flynn                                  | Voz                                              |
| 2011      | Love Bites                               | Josh Ford                                      | Episódio: "Sky High"                             |
| 2012      | R. L. Stine's The Haunting Hour          | Jean-Louis                                     | Episódio: "Poof De Fromage"                      |
| 2012      | The Mentalist                            | Martin Klubock                                 | Episódio: "Something's Rotten in Redmond"        |
| 2013–14   | The Walking Dead                         | Patrick                                        | ("30 Days Without an Accident", "Infected", "A") |
| 2016–19   | Milo Murphy's Law                        | Bradley Nicholson / Phineas Flynn (1 episódio) | Vozes                                            |
| 2022      | Chibiverse                               | Phineas Flynn                                  | Episódio: "The Great Chibi Mix-Up!"              |
| 2023      | Swift Spark and the Defense Five         | James Riverdale                                | Voz                                              |
| 2024      | Everybody Still Hates Chris              | vários personagens                             | Voz                                              |

### Video games
| Ano  | Título                                     | Função                                | Ref.         |
| ---- | ------------------------------------------ | ------------------------------------- | ------------ |
| 2009 | Phineas and Ferb                           | Phineas Flynn                         |              |
| 2010 | Phineas and Ferb: Ride Again               | Phineas Flynn                         |              |
| 2010 | Final Fantasy XIII                         | Hope Estheim                          | [ 5 ] [ 53 ] |
| 2010 | Disney Channel All Star Party              | Phineas Flynn                         |              |
| 2011 | Phineas and Ferb: Across the 2nd Dimension | Phineas Flynn / 2nd Dimension Phineas |              |
| 2012 | Final Fantasy XIII-2                       | Hope Estheim                          | [ 5 ]        |
| 2013 | Phineas and Ferb: Quest for Cool Stuff     | Phineas Flynn                         |              |
| 2013 | Disney Infinity                            | Phineas Flynn                         |              |
| 2014 | Lightning Returns: Final Fantasy XIII      | Hope Estheim                          | [ 5 ]        |
| 2014 | Disney Infinity: Marvel Super Heroes       | Phineas Flynn                         |              |
| 2015 | Disney Infinity 3.0                        | Phineas Flynn                         |              |

## Prêmios e indicações
| Ano  | Prêmio               | Categoria                                                         | Trabalho              | Resultado |
| ---- | -------------------- | ----------------------------------------------------------------- | --------------------- | --------- |
| 2006 | Young Artists Awards | Best Performance in a TV Series (Comedy) – Supporting Young Actor | Everybody Hates Chris | Indicado  |
| 2008 | Young Artists Awards | Best Performance in a TV Series – Supporting Young Actor          | Everybody Hates Chris | Indicado  |
| 2006 | Teen Choice Awards   | Teen's Choice TV Sidekick                                         | Everybody Hates Chris | Indicado  |